# Acarospora bylii
Acarospora bylii är en lavart som beskrevs av Hugo Magnusson. Acarospora bylii ingår i släktet Acarospora och familjen Acarosporaceae.   Inga underarter finns listade i Catalogue of Life.